# 上高野村 (埼玉県)
上高野村（かみたかのむら）は、埼玉県北葛飾郡に存在した村。現在の幸手市南西部に位置する。

## 歴史
- 1889年（明治22年）4月1日 - 町村制施行により、上高野村が単独村制。
- 1954年（昭和29年）11月3日 - 幸手町・行幸村・権現堂川村・吉田村と合併し、改めて幸手町が発足。同日上高野村廃止。
- 1986年（昭和61年）10月1日 - 幸手町が市制施行して幸手市となる。

## 交通

### 鉄道路線
東武日光線が村域内を通過しているが、駅は存在しなかった。

### 道路
- 日光街道
- 日光御成街道

## 神社・寺・史蹟・祭典
- 上高野神社